# レトロテーマパーク

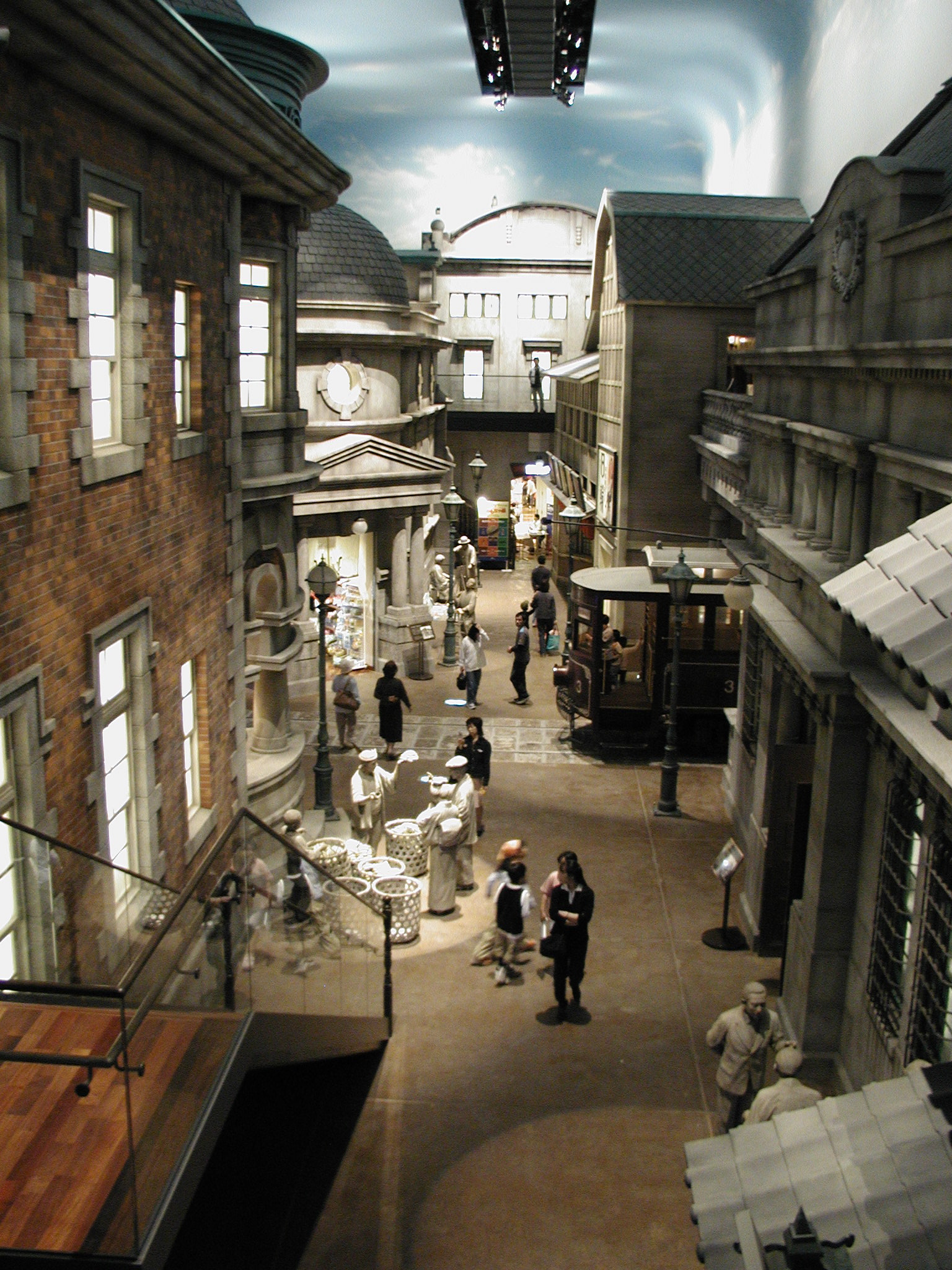
海峡レトロ通り
門司港レトロ海峡ドラマシップ内（2004年4月29日）

レトロテーマパーク（和製英語：Retro theme park）とは、懐古的（レトロ）な内装やセットを組み、古風な物を多数設置・展示して、来館者に懐かしさを体験させることを目的としたテーマパークである。懐古的な展示や体験が観光資源となり経済効果を上げることから、各地に施設が造られている。

## 概要
集客施設の形態は様々で、博物館として入場料が必要な施設や、懐古風な内装のみでゲームセンターに近いものまで、施設により大きく異なる。
主な展示内容
- 当時使われていたレトロな小道具などの展示
- レトロ玩具の展示・販売（駄菓子屋文化が多い）
- 当時のニュースを写真、映像、解説文などで紹介
- 当時流行の芸能人の写真やレコードを展示、ヒット曲をBGMとして施設で流す
- レトロな飲食物による飲食店
- ゲームコーナー（いわゆるレトロゲーム。フリッパーピンボール、エレメカ、スペースインベーダーなど）
- かつてよく見られた木造住宅風の造形セットを施したり、夕暮れの薄暗さまで照明で演出する施設もある。

## 主なレトロテーマパーク

### 日本国内
重要伝統的建造物群保存地区・史跡・名勝といった本物の文化財施設や、レトロテーマパークの中でも飲食に比重を置いたフードテーマパークについては、別途記事が存在するため、それらの施設は本節では除外している。
- 北海道
  - 稚内副港市場
  - 北海道開拓の村
  - 博物館網走監獄
  - 観光名所 小樽よしもと
- 岩手県
  - 遠野ふるさと村
  - とおの昔話村
  - みちのく民俗村
  - 伝承園
- 福島県
  - 昭和なつかし館[1]
- 群馬県
  - 伊香保おもちゃと人形自動車博物館
- 栃木県
  - おもちゃのまちバンダイミュージアム
  - 人力車&昭和レトロ館
- 埼玉県
  - 昭和レトロな温泉銭湯 玉川温泉
  - 西武園ゆうえんち - 昭和レトロをテーマにリニューアルした。
  - 鉄道博物館
- 東京都
  - 江戸東京博物館
  - 江戸東京たてもの園
  - 深川江戸資料館
  - 昭和レトロ商品博物館
  - 台場一丁目商店街・ハイカラ横丁
  - 下町風俗資料館
  - 昭和のくらし博物館[2]
  - 郵政博物館
  - ナンジャタウン
  - 葛飾柴又寅さん記念館[3]
  - 浅草花やしき
- 千葉県
  - 国立歴史民俗博物館
  - 浦安市郷土博物館
  - 千葉県立房総のむら
  - 昭和の杜博物館
- 神奈川県
  - ブリキのおもちゃ博物館 - 北原照久が館長を務める。
  - 新横浜ラーメン博物館 -館内の地下に昭和の町並みを再現したエリアがある。
  - ハイカラ横丁 - 横浜ワールドポーターズ内、詳細は台場一丁目商店街の項を参照。
- 山梨県
  - 河口湖北原ミュージアム[4] - 北原照久が館長を務める。
- 新潟県
  - 新潟県立歴史博物館
- 石川県
  - 和倉昭和博物館とおもちゃ館
  - 金沢湯涌江戸村
- 福井県
  - みくに龍翔館
- 静岡県
  - 城ヶ崎文化資料館[5] - 「伊豆高原おもしろ博物館」を併設していた。
  - 怪しい少年少女博物館
- 岐阜県
  - 日本大正村
  - ぎふ清流里山公園（旧「日本昭和村」）
  - 高山昭和館
  - 飛騨高山レトロミュージアム
- 愛知県
  - 博物館明治村
  - 昭和日常博物館（正式名称「北名古屋市歴史民俗資料館」）
  - 瀬戸蔵ミュージアム
- 三重県
  - 伊勢・安土桃山文化村
- 滋賀県
  - 琵琶湖博物館
  - 石部宿場の里
- 京都府
  - 東映太秦映画村
- 大阪府
  - 滝見小路（梅田スカイビル地下）
  - 日本民家集落博物館
  - なにわ食いしんぼ横丁
  - 大阪歴史博物館
  - 大阪くらしの今昔館
  - EXPO'70パビリオン
- 兵庫県
  - 夢千代館
  - 生野銀山
  - 日本玩具博物館
  - 白鹿記念酒造博物館
- 和歌山県
  - 春林軒
  - 三段壁洞窟
- 広島県
  - みろくの里 - 昭和30年代の町を再現したエリア「いつか来た道」がある。
  - 福山自動車時計博物館
  - 駄菓子屋玩具ミュージアム 御手洗昭和館[6]
- 鳥取県
  - 倉吉レトロまちかど博物館[7][8]
- 香川県
  - 四国村
  - 迷路のまち
  - 二十四の瞳映画村
  - 大坂城残石記念公園
- 愛媛県
  - ポコペン横丁[9]
  - 愛媛県歴史文化博物館
- 福岡県
  - 門司港レトロ海峡ドラマシップ
  - 太刀洗レトロステーション（旧大刀洗平和記念館）
  - 音楽館（おんらくかん）[10][11][12] - 休館中、再開時期は未定。
- 長崎県
  - 出島和蘭商館跡
  - グラバー園
- 大分県
  - 豊後高田昭和の町
  - 杵築レトロ館[13]
  - 湯布院昭和館[14]
- 沖縄県
  - ヒストリート（正式名称「沖縄市戦後文化資料展示室ヒストリート」）
  - 石垣やいま村

### 海外
- アメリカ
  - グリーンフィールドビレッジ - ミシガン州ディアボーン市
  - シカゴ科学産業博物館 - シカゴ市（1910年代のシカゴの街並みを再現）
- イギリス
  - ロンドン博物館（移転準備のため休館中）- ロンドン市
  - ヨーク城博物館 - ヨーク市
- ドイツ
  - DDR博物館（英語版） - ベルリン市（東ドイツ博物館とも）
  - デザインホテル・オステル（英語版） - ベルリン市
  - カール・マルクス・アレー - ベルリン市
- 中華人民共和国
  - 新世界（中国語版） - 上海市
  - 上海城市歴史発展陳列館  - 上海市
  - 胡同張北京民俗博物館 - 北京市胡同地区
- 中華民国
  - 台湾香蕉新楽園人文生活館 - 台中市雙十路（中国語版）
- 大韓民国
  - にじもりスタジオ
  - ソウル生活史博物館

- ロシア
  - スターリンランド構想 - シベリア連邦管区クラスノヤルスク地方トゥルハン地区クレイカ村
- ハンガリー
  - メメント・パーク - ブダペスト

## 過去に存在したレトロテーマパーク

### 日本国内
- 東京都
  - MEGA WEB（ヒストリーガレージ）
  - テプコ浅草館[15] - 昔の浅草の風景を再現したレトロテーマパーク。「テプコ」の名のとおり東京電力のPR施設の一つであり、渋谷の電力館をはじめ発電所内も含めて多数のPR施設があったが[16]、2011年の東日本大震災による福島第一原発事故の影響で、2011年5月31日をもって全館が閉館した。なお、2024年現在も公式サイトは残っており閲覧可能である。
- 千葉県
  - 湯快爽快「湯けむり横丁」みはま
  - 昭和ロマン館[17][18]
- 神奈川県
  - 横濱はじめて物語
  - 小田原懐かし横丁
- 新潟県
  - 昭和懐物ランド こどもの時代館 - 柏崎市青海川。1978年開館、公益財団法人かしわざき振興財団が運営。2015年11月23日をもって閉館。21日から23日までの3日間は入場無料とし「さよならイベント」を行った[19]。
- 福井県
  - 三国昭和倉庫館 - 坂井市三国町新保40-12-4、株式会社三国昭和倉庫館が運営[20]。2012年1月16日の火災により全焼、約2万点の所蔵品もほぼ焼失し、そのまま閉館となった[21]。
- 大阪府
  - 道頓堀極楽商店街
- 徳島県
  - 阿波大正浪漫 バルトの庭

### 海外
- 中華民国
  - 台湾故事館 - 台北市台北車站
- 大韓民国
  - 富川ファンタスティックスタジオ（2011年閉鎖） - 京畿道富川市遠美区